# Atletisme als Jocs Olímpics d'estiu de 1908 - 3 milles per equips masculins
Les tres milles per equips masculins va ser una de les proves disputades durant els Jocs Olímpics de Londres de 1908, sent l'única vegada que s'ha disputat aquesta prova en uns Jocs Olímpics. A la prova cada país competia amb cinc atletes. En cada sèrie sols es tenia en compte els tres millors classificats de cada país, tot i que una bona classificació dels altres dos competidors perjudicava a la resta de competidors en benefici propi. La puntuació s'obtenia per la suma de les posicions obtingudes per aquests tres millors atletes classificats, amb la qual cosa la millor classificació possible era aconseguir 6 punts, fruit de la suma d'1 + 2 + 3 (1r, 2n i 3r classificat).

## Medallistes
| Or                                                                                            | Plata                                                                   | Bronze                                                                                            |
| Regne Unit Joe Deakin · Archie Robertson · William Coales · Harold A. Wilson · Norman Hallows | Estats UnitsJohn Eisele George Bonhag Herb Trube Gayle Dull Harvey Cohn | FrançaLouis Bonniot de Fleurac · Joseph Dréher · Paul Lizandier · Jean Bouin · Alexandre Fayollat |

### Primera ronda
Es van disputar dues sèries en la primera ronda, amb tres equips competint en cadascuna d'elles. Els dos millors equips de cada sèries passaven a la final.

#### Sèrie 1
Quatre atletes britànics finalitzaren la cursa plegats. L'informe oficial dona una primera posició compartida, però s'atorguen els punts a l'equip com si haguessin acabat de la primera a la quarta posició. Això fa que rebin 1+2+3=6 punts. Ni Itàlia ni els Països Baixos finalitzen amb un mínim de tres atletes, per la qual cosa no passen a la final.
| Posició | Atleta             | País          | Temps        | Punts      |
| ------- | ------------------ | ------------- | ------------ | ---------- |
| 1       | William Coales     | Regne Unit    | 15:05.6      | 1          |
| 1       | Joe Deakin         | Regne Unit    | 15:05.6      | 2 (+1=3)   |
| 1       | Archie Robertson   | Regne Unit    | 15:05.6      | 3 (+1+2=6) |
| 1       | Harold A. Wilson   | Regne Unit    | 15:05.6      | X          |
| 5       | Pericle Pagliani   | Itàlia        | 15:22.6      | 5          |
| 6       | Massimo Cartasegna | Itàlia        | 16:26.0      | 6 (+5=11)  |
| 7       | Arie Vosbergen     | Països Baixos | 17:15.8      | 7          |
| 8       | Willem Wakker      | Països Baixos | 17:46.4      | 8 (+7=15)  |
| DNF     | Wilhelmus Braams   | Països Baixos | N/A (+7+8=X) |            |
| DNF     | Dorando Pietri     | Itàlia        | N/A (+5+6=X) |            |
| DNF     | Emilio Giovanoli   | Itàlia        | X            |            |
| DNF     | Norman Hallows     | Regne Unit    | X            |            |
| DNF     | Emilio Lunghi      | Itàlia        | X            |            |

#### Sèrie 2
L'equip dels Estats Units finalitza amb 10 punts, França amb 15 i Suècia amb 21. Els sis millors corredors van acabar amb un temps molt similar, però el fet que tres d'ells fossin estatunidencs els va assegurar el primer lloc als Estats Units.
| Posició | Atleta                   | País         | Temps   | Punts        |
| ------- | ------------------------ | ------------ | ------- | ------------ |
| 1       | Jean Bouin               | França       | 14:53.0 | 1            |
| 2       | John Eisele              | Estats Units | 14:55.0 | 2            |
| 3       | Herbert Trube            | Estats Units | 14:55.0 | 3 (+2=5)     |
| 4       | Louis Bonniot de Fleurac | França       | 14:56.0 | 4 (+1=5)     |
| 5       | George Bonhag            | Estats Units | 14:56.4 | 5 (+2+3=10)  |
| 6       | John Svanberg            | Suècia       | 14:57.0 | 6            |
| 7       | Georg Peterson           | Suècia       | 15:14.4 | 7 (+6=13)    |
| 8       | Edward Dahl              | Suècia       | 15:21.0 | 8 (+6+7=21)  |
| 9       | Axel Wiegandt            | Suècia       | 15:33.0 | X            |
| 10      | Joseph Dréher            | França       | 15:37.2 | 10 (+1+4=15) |
| 11      | Gayle Dull               | Estats Units | 15:37.4 | X            |
| 12      | Seth Landqvist           | Suècia       | 15:46.4 | X            |
| 13      | Alexandre Fayollat       | França       | 15:52.2 | X            |
| 14      | Paul Lizandier           | França       | 15:56.6 | X            |
| DNS     | Harvey Cohn              | Estats Units |         | X            |

### Final
| Posició | Atleta                   | País         | Temps   | Punts         |
| ------- | ------------------------ | ------------ | ------- | ------------- |
| 1       | Joe Deakin               | Regne Unit   | 14:39.6 | 1             |
| 2       | Archie Robertson         | Regne Unit   | 14:41.0 | 2 (+1=3)      |
| 3       | William Coales           | Regne Unit   | 14:41.6 | 3 (+1+2=6)    |
| 4       | John Eisele              | Estats Units | 14:41.8 | 4             |
| 5       | Harold A. Wilson         | Regne Unit   | 14:57.0 | X             |
| 6       | George Bonhag            | Estats Units | 15:05.0 | 6 (+4=10)     |
| 7       | Norman Hallows           | Regne Unit   | 15:08.0 | X             |
| 8       | Louis Bonniot de Fleurac | França       | 15:08.4 | 8             |
| 9       | Herb Trube               | Estats Units | 15:11.0 | 9 (+4+6=19)   |
| 10      | Gayle Dull               | Estats Units | 15:27.0 | X             |
| 11      | Joseph Dréher            | França       | 15:40.0 | 11 (+8=19)    |
| 12      | Harvey Cohn              | Estats Units | 15:40.2 | X             |
| 13      | Paul Lizandier           | França       | 16:03.0 | 13 (+8+11=32) |
| DNS     | Jean Bouin               | França       |         | X             |
| DNS     | Alexandre Fayollat       | França       |         | X             |